# Jorginho (cầu thủ bóng đá, sinh tháng 12 năm 1991)
Jorge Luiz Frello Filho Cavaliere OMRI, thường được biết đến với tên gọi Jorginho (tiếng Ý: [(d)ʒorˈ(d)ʒiɲɲo], phát âm tiếng Bồ Đào Nha: [ʒɔʁˈʒĩj̃u]; sinh ngày 20 tháng 12 năm 1991), là một cầu thủ bóng đá chuyên nghiệp hiện đang thi đấu ở vị trí tiền vệ cho câu lạc bộ Campeonato Brasileiro Série A Flamengo. Sinh ra ở Brazil, anh thi đấu cho đội tuyển bóng đá quốc gia Ý.
Jorginho bắt đầu sự nghiệp tại Verona và chuyển đến Napoli vào tháng 1 năm 2014. Tại Napoli, anh thi đấu tổng cộng 160 trận và có được danh hiệu vô địch Coppa Italia và Supercoppa Italiana. Mùa hè năm 2018, anh đến Chelsea với phí chuyển nhượng hơn 50 triệu £ và có dược danh hiệu vô địch UEFA Europa League trong mùa giải đầu tiên. Trong mùa bóng 2020–21, anh cùng Chelsea giành chức vô địch UEFA Champions League.
Ở cấp độ quốc tế, Jorginho ra mắt trong màu áo đội tuyển Ý vào năm 2016. Anh là thành viên của đội tuyển Ý giành chức vô địch UEFA Euro 2020 và được điền tên vào Đội hình tiêu biểu cho màn trình diễn xuất sắc của mình. Năm 2021, anh được vinh danh là Cầu thủ nam xuất sắc nhất năm của UEFA và đứng thứ ba trong cuộc bình chọn Quả bóng vàng.

## Đầu đời
Jorginho sinh ra ở Imbituba, thuộc bang Santa Catarina của Brazil, nhưng sau này anh chuyển đến sinh sống tại Ý ở tuổi 15. Anh là người gốc Ý thông qua ông cố nội là Giacomo Frello đến từ Lusiana, Veneto, và kết quả là đã được nhập quốc tịch Ý.
Anh đã ghi công mẹ của mình trong việc khuyến khích tình yêu bóng đá của anh ấy. Sau khi phát hiện ra mình bị người đại diện bóc lột tài chính khi còn chơi cho đội trẻ Verona, Jorginho gần như từ bỏ con đường chơi bóng và muốn quay trở lại Brazil, nhưng chỉ một cuộc điện thoại đầy xúc động với mẹ của mình đã truyền cảm hứng cho anh kiên trì và tiếp tục sự nghiệp.
Thần tượng thời thơ ấu của anh là cầu thủ Gheorghe Hagi, điều này dẫn đến việc bạn bè đặt cho anh biệt danh là Haginho .

## Sự nghiệp câu lạc bộ

### Hellas Verona
Jorginho trưởng hành từ lò đào tạo trẻ của Verona. Tháng 6 năm 2010, anh được đem cho mượn tại đội bóng thi đấu tại giải Serie C2 là Sambonifacese và trong mùa bóng thi đấu chuyên nghiệp đầu tiên, anh ra sân 31 trận, ghi được 1 bàn thắng và có 10 đường chuyền thành bàn. Trở lại Verona trong mùa giải sau đó, Jorginho giúp đội bóng lọt vào trận play-off tranh suất thăng hạng Serie A nhưng phải đợi đến mùa giải 2012–13, mùa giải mà Jorginho có 41 trận tại Serie B, Verona mới thăng hạng thành công.
Ngày 25 tháng 9 năm 2013, Jorginho có bàn thắng đầu tiên tại Serie A khi thực hiện thành công quả phạt đền gỡ hòa 2-2 cho Verona trước Torino. Bốn ngày sau đó, anh tiếp tục lập công từ chấm phạt đền đem về chiến thắng 2-1 trước Livorno. Ngày 20 tháng 10, Jorginho lập cú đúp phạt đền trong trận thắng Parma 3-2.
Trong nửa đầu mùa giải thi đấu cho Verona tại Serie A 2013-14 trước khi chuyển đến Napoli, Jorginho ghi được tổng cộng 7 bàn thắng trong 18 trận và giúp Verona đứng ở vị trí thứ 6.

### Napoli

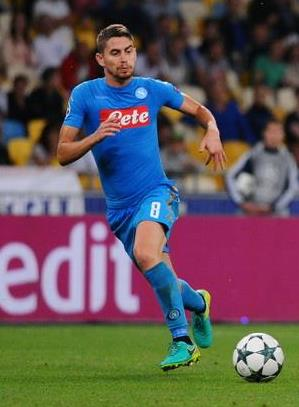
Jorginho chơi cho Napoli năm 2016.

Ngày 18 tháng 1 năm 2014, Jorginho trở thành cầu thủ của Napoli theo bản hợp đồng có thời hạn bốn năm rưỡi với phí chuyển nhượng ban đầu là 5,5 triệu € và Napoli sẽ trả thêm 5 triệu € nữa vào cuối mùa giải. Ngày 25 tháng 1, anh có trận đấu đầu tiên cho Napoli trong trận hòa 1-1 với Chievo tại Serie A. Ngày 12 tháng 2, anh ghi bàn thắng ấn định chiến thắng 3-0 của Napoli trước Roma tại trận bán kết lượt về Coppa Italia để Napoli tiến vào trận chung kết gặp Fiorentina. Jorginho đã chơi trọn vẹn 90 phút trận chung kết này và có được danh hiệu đầu tiên cùng Napoli sau khi đánh bại Fiorentina 3–1.
Trong trận Siêu cúp bóng đá Ý 2014 tổ chức tại Doha ngày 22 tháng 12 năm 2014, Jorginho là người thực hiện quả sút đầu tiên cho Napoli trong loạt sút luân lưu nhưng cú sút của anh đã bị thủ môn Gianluigi Buffon cản phá. Tuy nhiên Napoli vẫn giành chiến thắng chung cuộc sau đó. Anh có bàn thắng duy nhất trong mùa giải 2014-15 ở trận hòa 2-2 với Udinese tại Coppa Italia. Jorginho gặp nhiều khó khăn và không có nhiều cơ hội đá chính dưới thời huấn luyện viên Rafael Benítez nhưng trở thành trụ cột tại Napoli trong sơ đồ ba tiền vệ của tân huấn luyện viên Maurizio Sarri đến Napoli từ mùa bóng 2015–16.
Ngày 17 tháng 8 năm 2017, Jorginho có bàn thắng đầu tiên cho Napoli tại đấu trường Châu Âu với pha thực hiện phạt đền thành công ấn định chiến thắng 2-0 trước OGC Nice. Ngày 26 tháng 11 năm 2017, anh ghi bàn thắng duy nhất trong trận đấu với Udinese với pha đá bồi thành công sau khi thủ môn Simone Scuffet cản được cú phạt đền của anh.
Trong khoảng thời gian thi đấu cho Napoli, Jorginho đã thi đấu tổng cộng 160 trận trên mọi đấu trường.

### Chelsea

#### Mùa giải 2018–19
Ngày 14 tháng 7 năm 2018, Jorginho ký hợp đồng năm năm với Chelsea ngay trong ngày huấn luyện viên Maurizio Sarri trở thành huấn luyện viên trưởng mới của đội bóng nước Anh. Thương vụ chuyển nhượng Jorginho có giá trị vào khoảng 57 triệu £ và anh sẽ khoác áo số 5 ở Chelsea. Trước đó anh đã ở rất gần việc trở thành cầu thủ của Manchester City. Jorginho có trận đấu chính thức đầu tiên cho Chelsea vào ngày 5 tháng 8 tại trận Siêu cúp Anh 2018 với Manchester City, trận đấu mà Chelsea đã để thua 2-0. Sáu ngày sau đó, anh có lần đầu tiên ra sân tại Premier League và cũng ngay lập tức có được bàn thắng đầu tiên tại giải đấu này, từ một quả phạt đền trong chiến thắng 3-0 trước Huddersfield Town.
Trong trận đấu thứ ba của mình tại Premier League gặp Newcastle United, Jorginho phá kỷ lục về chuyền bóng thành công của một cầu thủ Chelsea tại giải đấu này với 158 đường chuyền thành công. Đến vòng đấu thứ sáu gặp West Ham United ngày 23 tháng 9, Jorginho phá kỷ lục về số đường chuyền thành công trong một trận đấu tại Premier Legue với con số 180, vượt qua kỷ lục cũ của tiền vệ İlkay Gündoğan của Manchester City. Jorginho cùng Sarri có chuỗi trận bất bại tại 12 vòng đấu đầu tiên của Premier League 2018-19 cho đến trận thua Tottenham 3-1, trận đấu mà Jorginho bị vô hiệu hóa và chỉ có 52 đường chuyền, trong đó có 25 đường hướng lên phía trước.
Ngày 24 tháng 2 năm 2019, trong trận Chung kết Cúp EFL 2019 giữa Chelsea với Manchester City, sau khi hai đội hòa nhau 0–0 trong 120 phút thi đấu, Jorginho là người thực hiện quả phạt đền đầu tiên trong loạt sút luân lưu của Chelsea nhưng anh đã đá hỏng. Chung cuộc Manchester City giành chiến thắng 4–3. Trong trận thắng 2-0 trước Tottenham  ngày 27 tháng 2, anh phá vỡ kỷ lục về số đường chuyền nhiều nhất mà không có kiến tạo nào tại Premier League trong một mùa giải, với 2.332 đường chuyền. Việc chuyền bóng nhiều nhưng thiếu hiệu quả khiến anh bị các cổ động viên Chelsea chế giễu và la ó ở một số trận đấu. Ngày 3 tháng 3, anh là người đem về chiến thắng 2-1 của Chelsea trước Fulham với một cú dứt điểm đẳng cấp ngay sát vòng cấm địa.
Ngày 29 tháng 5, Jorginho có được danh hiệu đầu tiên cùng với Chelsea sau khi thi đấu trọn 90 phút chiến thắng 4–1 trước Arsenal trong trận Chung kết UEFA Europa League 2019.

#### Mùa giải 2019–20

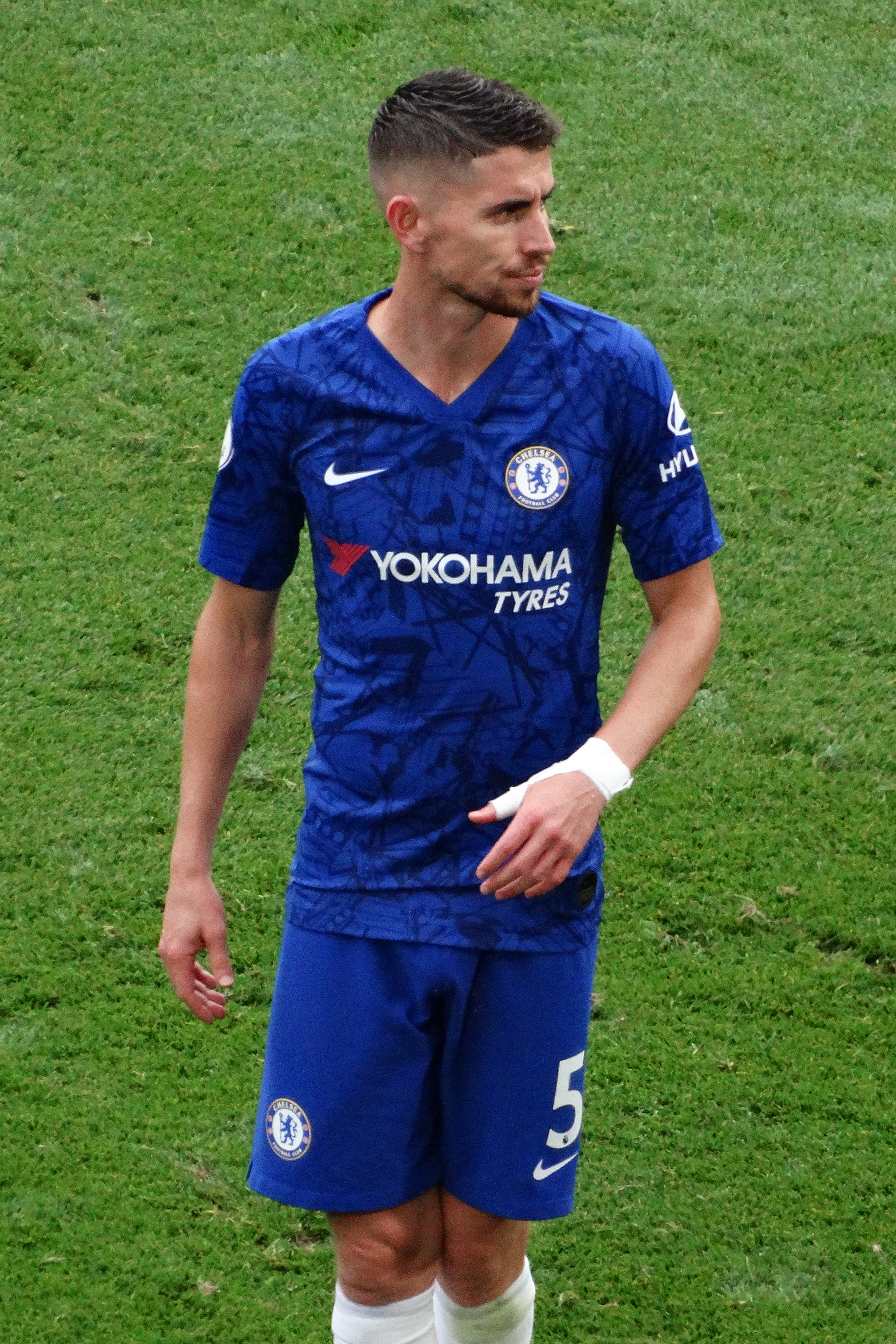
Jorginho chơi cho Chelsea năm 2019.

Sau khi Maurizio Sarri rời Chelsea, Jorginho vẫn tiếp tục gắn bó với đội chủ sân Stamford Bridge. Trong trận tranh Siêu cúp châu Âu với Liverpool, anh là người gỡ hòa 2-2 cho Chelsea ở phút 101 từ chấm phạt đền. Trong loạt sút luân lưu sau đó anh tiếp tục thực hiện thành công nhưng Chelsea đã để thua chung cuộc 5-4. Anh có bàn thắng đầu tiên tại Giải Ngoại hạng Anh 2019-20 cũng từ chấm phạt đền trong trận thắng Brighton 2-0 ngày 28 tháng 9. Ngày 2 tháng 11, ở phút thứ 5 của trận đấu với Watford tại vòng 11 Premier League, Jorginho từ khu vực giữa sân đã thực hiện đường chuyền dài 37 mét loại bỏ hàng phòng ngự của Watford, giúp Tammy Abraham ghi bàn mở tỉ số cho Chelsea.
Ngày 5 tháng 11, anh lập cú đúp từ chấm phạt đền trong cuộc lội ngược dòng của Chelsea cầm hòa 4-4 trước Ajax tại vòng bảng UEFA Champions League 2019–20 khi mà đã bị dẫn trước đến 4-1. Ngày 29 tháng 12, trong bối cảnh Chelsea đang bị Arsenal dẫn trước 1-0, Jorginho được tung vào sân thay Emerson Palmieri giúp Chelsea lấy lại sự chủ động ở tuyến giữa và cũng chính anh là người ghi bàn gỡ hòa 1-1 ở phút 83 khi đệm bóng vào lưới trống từ đón hụt bóng của thủ thành Bernd Leno. Ở pha phản công sau đó bốn phút, Tammy Abraham ấn định chiến thắng chung cuộc 2-1 cho Chelsea.

#### Mùa giải 2020–21
Jorginho là cầu thủ đầu tiên của Chelsea lập công trong mùa giải mới 2020-21 với cú đá phạt đền thành công ở trận thắng Brighton 3-1 vòng 1 Ngoại hạng Anh ngày 14 tháng 9 năm 2020. Đến vòng đấu tiếp theo ngày 20 tháng 9 gặp Liverpool cũng là trận đấu thứ 100 của anh trong màu áo Chelsea, Jorginho có lần đá hỏng phạt đền đầu tiên tại Chelsea khi thủ môn Alisson bắt bài kiểu đá phạt 'nhảy chân sáo' quen thuộc của anh. Ngày 3 tháng 10, anh lập cú đúp từ chấm phạt đền trong trận thắng đậm Crystal Palace 4-0 và anh là cầu thủ đầu tiên làm được điều này cho Chelsea tại đấu trường Premier League kể từ sau Frank Lampard vào tháng 3 năm 2010.
Sau khi Jorginho một lần nữa đá hỏng phạt đền trong trận thắng FK Krasnodar tại UEFA Champions League, huấn luyện viên Lampard đã thừa nhận việc cân nhắc tước quyền đá phạt đền của Jorginho để trao cơ hội cho Timo Werner. Sau khi đá phạt đền thành công trong trận lượt về gặp lại Krasnodar tại Champions League, Jorginho lại một lần nữa thất bại trên chấm phạt đền khi Chelsea đang bị Arsenal dẫn 3-1 ngày 26 tháng 12. Đây là lần thứ 2 Jorginho sút hỏng penalty ở Premier League 2020-21 và anh là cầu thủ tiếp theo của Chelsea sút hỏng 2 quả penalty trong một mùa giải, sau Frank Lampard ở Premier League 2013-14.
Ngày 4 tháng 2 năm 2021, cú đá phạt đền của Jorginho giữa hiệp một giúp Chelsea thắng trận thứ hai liên tiếp dưới trướng tân huấn luyện viên Thomas Tuchel. Anh không đá 11m theo kiểu nhảy chân sáo quen thuộc, mà sút ngay về góc thấp bên trái đánh bại thủ môn Hugo Lloris của Tottenham. Ba ngày sau đó, anh ấn định chiến thắng 2-1 trước Sheffield United cũng từ chấm phạt đền. Đến ngày 8 tháng 3, Jorginho đảm bảo chiến thắng trước Everton với quả phạt đền thành công ở phút 65.
Ngày 18 tháng 5, anh cân bằng kỷ lục ghi bàn từ chấm phạt đền trong một mùa giải tại Ngoại hạng Anh của James Milner (7 bàn) trong trận thắng quan trọng 2-1 trước Leicester City giúp Chelsea giành ưu thế rất lớn trong cuộc đua giành vé tham dự Champions League mùa sau. Jorginho kết thúc mùa giải với chức vô địch UEFA Champions League cùng Chelsea sau trận thắng Manchester City 1-0 tại trận chung kết ngày 29 tháng 5 và là cầu thủ ghi nhiều bàn thắng nhất cho Chelsea tại Premier League 2020-21 với 7 bàn thắng (tất cả đều từ chấm 11m). Anh cũng được UEFA chọn vào đội hình tiêu biểu của Champions League 2020–21 gồm 23 cầu thủ.

#### Mùa giải 2021–22
Jorginho được tung vào sân thay thế trong trận tranh Siêu cúp châu Âu 2021 với Villarreal vào ngày 12 tháng 8, trận đấu mà Chelsea thắng 6–5 trên chấm phạt đền. Anh ấy đã thực hiện và ghi bàn thứ năm trong loạt sút luân lưu. Vào ngày 26 tháng 8 năm 2021, Jorginho được vinh danh là Cầu thủ nam xuất sắc nhất năm của UEFA, đánh bại đồng đội ở Chelsea và Tiền vệ nam xuất sắc nhất của UEFA, N'Golo Kanté, cũng như tiền vệ của Manchester City, Kevin De Bruyne.
Vào ngày 8 tháng 10, Jorginho là một trong năm cầu thủ Chelsea được đưa vào danh sách rút gọn 30 người cuối cùng cho Quả bóng vàng 2021. Vào ngày 30 tháng 10, anh thực hiện một quả phạt đền trong chiến thắng 3–0 trước Newcastle. Bằng cách đó, anh trở thành cầu thủ đầu tiên trong lịch sử Premier League có 10 bàn thắng liên tiếp từ chấm phạt đền. Vào ngày 29 tháng 11, anh đứng thứ ba trong Quả bóng vàng, sau người chiến thắng Lionel Messi và Robert Lewandowski.
Jorginho đá chính cho Chelsea trong trận bán kết FIFA Club World Cup 2021, chơi hiệp một trước khi vào sân thay cho N'Golo Kante. Anh ấy là cầu thủ dự bị không được sử dụng khi Chelsea đánh bại Palmeiras trong trận chung kết để giành chức vô địch Club World Cup đầu tiên.

### Arsenal
Ngày 31 tháng 1 năm 2023,Jorginho chính thức gia nhập câu lạc bộ Arsenal, theo bản hợp đồng có thời hạn 1 năm rưỡi với mức phí 12 triệu bảng. Anh có trận ra mắt cho Arsenal vào ngày 4 tháng 2, trong trận thua 0-1 trước Everton.

## Sự nghiệp đội tuyển quốc gia
Jorginho có thể chọn thi đấu cho đội tuyển Ý hoặc đội tuyển Brazil và đã từng được triệu tập vào đội U-21 Ý nhưng không có cơ hội ra sân. Tháng 3 năm 2016, anh được huấn luyện viên Antonio Conte triệu tập vào đội tuyển Ý chuẩn bị cho các trận đấu giao hữu với Tây Ban Nha và Đức. Ngày 24 tháng 3, anh có trận đấu đầu tiên trong màu áo đội tuyển Ý khi vào sân thay cho Marco Parolo ở phút cuối trận hòa 1–1 trước Tây Ban Nha trên Sân vận động Friuli tại Udine. Anh có tên trong danh sách sơ bộ 30 cầu thủ Ý tham dự Euro 2016 nhưng bị huấn luyện viên Conte loại khỏi danh sách 23 cầu thủ sau cùng.
Ngày 7 tháng 9 trong 2018, trong trận đấu đầu tiên của đội tuyển Ý tại UEFA Nations League với Ba Lan, Jorginho có bàn thắng đầu tiên trong màu áo đội tuyển quốc gia bằng quả phạt đền thành công ở phút 78 ấn định tỷ số 1–1 của trận đấu. Bàn thắng tiếp theo của anh cho đội tuyển quốc gia đến một năm sau đó, trong chiến thắng 2-1 trước Phần Lan tại Vòng loại Euro 2020, cũng từ chấm phạt đền. Ngày 12 tháng 10 năm 2019, Jorginho lại ghi bàn từ chấm phạt đền đem về chiến thắng 2-0 trước Hy Lạp, chính thức điền tên đội tuyển Ý vào danh sách các đội tuyển sẽ tham dự Euro 2020.

### Euro 2020
Tháng 6 năm 2021, Jorginho có tên trong đội hình đội tuyển Ý tham dự Euro 2020 của huấn luyện viên Roberto Mancini. Ngày 6 tháng 7, sau 120 phút hòa 1-1 với Tây Ban Nha tại trận bán kết, anh là người đá thành công quả luân lưu quyết định bằng phong cách nhảy chân sáo quen thuộc, giúp Ý thắng 4-2 để vào trận chung kết. Trong trận chung kết ngày 11 tháng 7 gặp đội tuyển Anh, đội tuyển Ý một lần nữa phải bước vào loạt sút luân lưu và Jorginho có cơ hội ở lượt sút thứ năm để kết liễu đội Anh nhưng đã không thể đánh bại thủ môn Jordan Pickford. Nhưng sau cùng thủ môn Gianluigi Donnarumma trở thành người hùng đem về chức vô địch Euro thứ hai cho Ý khi cản phá thành công quả sút sau đó của Bukayo Saka.
Tại Euro 2020, Jorginho là cầu thủ thi đấu nhiều nhất không tính thủ môn với 705 phút, chỉ được huấn luyện viên Mancini cho ra nghỉ đúng 15 phút cuối trận thắng Wales 1-0 ở lượt cuối vòng bảng. Anh là cầu thủ chạy nhiều nhất với 86,6 km, ngoài ra cùng với Manuel Akanji là hai người có số lần thu hồi bóng nhiều nhất giải đấu với 46 lần. Tính cả giải, Jorginho có 25 lần chặn đứng các đợt tấn công của đối phương - một kỷ lục của các vòng chung kết Euro, tính từ khi Opta bắt đầu thống kê hạng mục này năm 1980. Anh là một trong bốn tuyển thủ Ý có tên trong đội hình tiêu biểu Euro 2020 do UEFA bình chọn.

## Phong cách thi đấu
Vị trí sở trường của Jorginho là deep-lying playmaker (tiền vệ tổ chức lối chơi lùi sâu), sự khác biệt của anh so với Andrea Pirlo là ở chỗ Jorginho có xu hướng lùi sâu giữ vị trí chứ không dâng cao khi tấn công như người đàn anh, đây cũng là điểm khác biệt lớn nhất giữa một deep-lying playmaker như Jorginho và một Regista như Pirlo. Vai trò của anh là một trạm trung chuyển của những đường chuyền, trước khi mở ra cơ hội ghi bàn với nhãn quan sắc bén, khả năng chuyền bóng tuyệt vời và trên hết là ý thức chiến thuật có một không hai. Anh kết nối và luân chuyển bóng từ hàng thủ lên tuyến trên, điều tiết nhịp độ thi đấu, cũng như có mặt ở mọi điểm nóng để giúp đồng đội thoát pressing bằng kỹ năng chạm bóng. Jorginho không phải là cầu thủ có nhiều pha kiến tạo thành bàn, hay trực tiếp ghi bàn nhưng thường xuyên tung ra những đường chuyền dài chính xác cho đồng đội phía trên và có tỷ lệ chuyền thành công cao bậc nhất châu Âu. Tại Napoli và Chelsea dưới thời huấn luyện viên Maurizio Sarri, Jorginho đảm nhiệm vai trò chỉ huy hàng tiền vệ và thực hiện các chỉ dẫn của Sarri trên sân trong triết lý bóng đá gọi là "Sarri-ball".
Tuy nhiên dù thi đấu ở vị trí thấp nhất hàng tiền vệ, Jorginho lại không có kỹ năng của một cầu thủ đánh chặn khi chọn vị trí không tốt khi phòng ngự và thiếu tốc độ, sự quyết liệt trong kèm người và truy cản đối phương. Ngoài ra, vai trò của Jorginho là kiến thiết lối chơi cho toàn đội chứ không phải tạo đột biến từ khả năng chuyền bóng của mình. Do vậy, dù cầm bóng nhiều nhưng Jorginho ít khi để lại dấu ấn riêng. Bù lại, anh có kỹ năng di chuyển không bóng thượng thừa, sẵn sàng áp sát để đối phương không đưa ra những tình huống gây nguy hiểm cho đội nhà. Kỹ năng xử lý bóng trong không gian hẹp cũng như chỉ đạo hàng phòng ngự nhằm khỏa lấp các khoảng trống của anh cũng được các chuyên gia đánh giá cao.
Jorginho cũng nổi tiếng với kiểu sút phạt đền độc đáo, với một cú nhảy lên ngay trước khi sút bóng và đạt tỷ lệ thành công cao.

## Thống kê sự nghiệp

### Câu lạc bộ
Tính đến ngày 6 tháng 4 năm 2022
| Câu lạc bộ           | Mùa giải            | Giải vô địch              | Giải vô địch | Giải vô địch | Cúp quốc gia | Cúp quốc gia | Cúp liên đoàn | Cúp liên đoàn | Châu lục | Châu lục | Khác | Khác | Tổng cộng | Tổng cộng |
| Câu lạc bộ           | Mùa giải            | Hạng đấu                  | Trận         | Bàn          | Trận         | Bàn          | Trận          | Bàn           | Trận     | Bàn      | Trận | Bàn  | Trận      | Bàn       |
| -------------------- | ------------------- | ------------------------- | ------------ | ------------ | ------------ | ------------ | ------------- | ------------- | -------- | -------- | ---- | ---- | --------- | --------- |
| Sambonifacese (mượn) | 2010–11             | Lega ProSeconda Divisione | 31           | 1            | 2            | 0            | —             | —             | —        | —        | —    | —    | 33        | 1         |
| Hellas Verona        | 2011–12             | Serie B                   | 30           | 2            | 1            | 0            | —             | —             | —        | —        | 2    | 0    | 33        | 2         |
| Hellas Verona        | 2012–13             | Serie B                   | 41           | 2            | 3            | 0            | —             | —             | —        | —        | —    | —    | 44        | 2         |
| Hellas Verona        | 2013–14             | Serie A                   | 18           | 7            | 1            | 0            | —             | —             | —        | —        | —    | —    | 19        | 7         |
| Hellas Verona        | Tổng cộng           | Tổng cộng                 | 89           | 11           | 5            | 0            | —             | —             | —        | —        | 2    | 0    | 96        | 11        |
| Napoli               | 2013–14             | Serie A                   | 15           | 0            | 4            | 1            | —             | —             | —        | —        | —    | —    | 19        | 1         |
| Napoli               | 2014–15             | Serie A                   | 23           | 0            | 1            | 1            | —             | —             | 8        | 0        | 1    | 0    | 33        | 1         |
| Napoli               | 2015–16             | Serie A                   | 35           | 0            | 1            | 0            | —             | —             | 2        | 0        | —    | —    | 38        | 0         |
| Napoli               | 2016–17             | Serie A                   | 27           | 0            | —            | —            | —             | —             | 4        | 0        | —    | —    | 31        | 0         |
| Napoli               | 2017–18             | Serie A                   | 33           | 2            | 1            | 0            | —             | —             | 5        | 2        | —    | —    | 39        | 4         |
| Napoli               | Tổng cộng           | Tổng cộng                 | 133          | 2            | 7            | 2            | —             | —             | 19       | 2        | 1    | 0    | 160       | 6         |
| Chelsea              | 2018–19             | Premier League            | 37           | 2            | 2            | 0            | 3             | 0             | 11       | 0        | 1    | 0    | 54        | 2         |
| Chelsea              | 2019–20             | Premier League            | 31           | 4            | 4            | 0            | 1             | 0             | 7        | 2        | 1    | 1    | 44        | 7         |
| Chelsea              | 2020–21             | Premier League            | 28           | 7            | 2            | 0            | 1             | 0             | 12       | 1        | —    | —    | 43        | 8         |
| Chelsea              | 2021–22             | Premier League            | 24           | 6            | 2            | 0            | 4             | 1             | 7        | 2        | 2    | 0    | 39        | 9         |
| Chelsea              | Tổng cộng           | Tổng cộng                 | 120          | 19           | 10           | 0            | 9             | 1             | 37       | 5        | 4    | 1    | 180       | 26        |
| Tổng cộng sự nghiệp  | Tổng cộng sự nghiệp | Tổng cộng sự nghiệp       | 373          | 33           | 24           | 2            | 9             | 1             | 56       | 7        | 7    | 1    | 469       | 44        |

1. ↑  Ra sân tại play-off thăng hạng Serie B
2. ↑  2 lần ra sân tại UEFA Champions League, 6 lần ra sân tại UEFA Europa League
3. ↑  Ra sân tại Supercoppa Italiana
4. 1 2  Ra sân tại UEFA Europa League
5. 1 2 3 4  Ra sân tại UEFA Champions League
6. ↑  4 lần ra sân và 2 bàn tại UEFA Champions League, 1 lần ra sân tại UEFA Europa League
7. ↑  Ra sân tại FA Community Shield
8. ↑  Ra sân tại UEFA Super Cup
9. ↑  1 lần ra sân tại UEFA Super Cup, 1 lần ra sân tại FIFA Club World Cup

### Quốc tế
Tính đến 24 tháng 3 năm 2024
| Đội tuyển quốc gia | Năm       | Trận | Bàn |
| ------------------ | --------- | ---- | --- |
| Ý                  | 2016      | 2    | 0   |
| Ý                  | 2017      | 1    | 0   |
| Ý                  | 2018      | 10   | 1   |
| Ý                  | 2019      | 9    | 3   |
| Ý                  | 2020      | 5    | 1   |
| Ý                  | 2021      | 15   | 0   |
| Ý                  | 2022      | 4    | 0   |
| Ý                  | 2023      | 5    | 0   |
| Ý                  | 2024      | 1    | 0   |
| Tổng cộng          | Tổng cộng | 52   | 5   |

### Bàn thắng quốc tế
Bàn thắng và kết quả của Ý được để trước.
| #  | Ngày                 | Địa điểm                                           | Đối thủ  | Bàn thắng | Kết quả | Giải đấu                    |
| -- | -------------------- | -------------------------------------------------- | -------- | --------- | ------- | --------------------------- |
| 1. | 7 tháng 9 năm 2018   | Sân vận động Renato Dall'Ara, Bologna, Ý           | Ba Lan   | 1–1       | 1–1     | UEFA Nations League 2018–19 |
| 2. | 8 tháng 9 năm 2019   | Sân vận động Tampere, Tampere, Phần Lan            | Phần Lan | 2–1       | 2–1     | Vòng loại Euro 2020         |
| 3. | 12 tháng 10 năm 2019 | Sân vận động Olimpico, Rome, Ý                     | Hy Lạp   | 1–0       | 2–0     | Vòng loại Euro 2020         |
| 4. | 18 tháng 11 năm 2019 | Sân vận động Renzo Barbera, Palermo, Ý             | Armenia  | 7–0       | 9–1     | Vòng loại Euro 2020         |
| 5. | 15 tháng 11 năm 2020 | Sân vận động Città del Tricolore, Reggio Emilia, Ý | Ba Lan   | 1–0       | 2–1     | UEFA Nations League 2020–21 |

## Danh hiệu

### Câu lạc bộ

#### Napoli
- Coppa Italia: 2013–14
- Supercoppa Italiana: 2014

#### Chelsea
- UEFA Europa League: 2018–19
- UEFA Champions League: 2020–21
- UEFA Super Cup: 2021
- FIFA Club World Cup: 2021

#### Arsenal
- FA Community Shield: 2023

### Quốc tế
- UEFA European Championship: 2020

### Cá nhân
- Đội hình tiêu biểu UEFA Europa League: 2018–19
- Đội hình tiêu biểu UEFA Champions League: 2020–21
- Đội hình tiêu biểu UEFA Euro: 2020
- Cầu thủ nam xuất sắc nhất năm của UEFA: 2020–21
- FIFA FIFPro World11: 2021

### Tước hiệu
- Knight of the Order of Merit of the Italian Republic: 2021[77]